# 二重の影
『二重の影』（にじゅうのかげ、原題：英: The Double Shadow）は、アメリカ合衆国のホラー小説家クラーク・アシュトン・スミスによる短編ホラー小説。『ウィアード・テイルズ』1934年2月号に掲載された。スミスのアトランティス5作品の一つであり、アトランティス最後の島ポセイドニス（スミスのオリジナル設定）を舞台としている。他にもヒュペルボレオスやムー、トゥーレーなどが存在する時代・世界観となっている。
人類以前に、知性ある蛇人間の種族が勢力を誇っていた。ロバート・E・ハワードが創造した、ヴァルーシアの蛇人間の影響を受けており、スミスもまた本作品や『七つの呪い』にて蛇人間を登場させている。この時点では、複数作家たちの蛇人間はそれぞれ別個の存在であるが、クトゥルフ神話が体系化されると統合されることになる。

## あらすじ
原初の大陸には蛇人間が住んでいたが、衰退し、人類の時代となる。蛇人間の大陸は水没し、新たに人類がアトランティスに文明を築く。
賢者アウィクテスの住む岬の浜辺に、三角形の金属銘板が漂着する。アウィクテスと弟子のファルペトロンが拾い上げ、ルーツを突き止めようとするも難航を極める。アウィクテスは古代人イビスの幽霊を召喚し、蛇人間の言語であることが判明する。だがイビスの時代ですら蛇人間は伝説の存在であり、また蛇人間の霊を召喚する魔術も存在しなかった。そこでアウィクテスは、イビスの霊を、蛇人間の時代へと送り込むことで、文字の解読法を調べさせ、帰還させる。こうして銘板文を解読翻訳したところ、何らかの召喚呪文が含まれていることがわかる。
アウィクテスは知識を得たことを喜ぶが、ファルペトロンは諌止しようとする。銘文には何を召喚するかも、制御や退散させる方法も全く書かれてはいなかったからである。だが大魔術師は己の能力に絶対の自信を持ち、必ず制御できると力説する。弟子の静止を押し切って儀式は強行されるが、何も起こらなかった。ファルペトロンは内心落胆するも安堵し、師も失敗と諦める。
幾日か経った後、ファルペトロンは、師の影に、別の何者かの影が付きまとっていることに気づく。影の本体は見当たらない。師に伝えたところ、あの召喚で何かがやって来たのだという結論に達するが、正体まではわからない。時間が経つにつれ、2つの影の間隔が近づいていき、ほぼ触れ合うまでになる。アウィクテスは弟子に離れているように命じ、ファルペトロンが離れた直後、絶叫が響く。ファルペトロンは逃げ出そうとするも、未知の魔法が館の周囲を取り囲んでおり、逃走を封じられていることを知り絶望する。
再び振り返ると、師は未知の生物に乗っ取られたものに変貌を遂げていた。邪悪な影が歪んでおり、取り憑かれた師の影も変形して増大している。さらに儀式に使ったオイゴスのミイラにも、同様の影が憑いていた。やがてアウィクテスとオイゴスは完全に支配され、ファルペトロンの影にもそいつは移動してくる。ファルペトロンは自我のあるうちに記録をつけ、銘板は海に投棄し、手紙を円筒容器に納めて海へと投じる。

## 主な登場人物
- アウィクテス - 大魔術師。悪霊召喚と使役の達人。過度な自信が身を滅ぼした。
- ファルペトロン - 語り手。アウィクテスの最後の弟子で、最も早熟と賞賛された魔術師。
- オイゴス - 戦士のミイラ。アウィクテスが魔術儀式に用いている。
- イビス - 古代の魔術師。降霊術で呼び出される。
- 「影」 - 形容しがたい有害な色と、人間離れしたシルエットをしている。アウィクテスの魔術でも全く制御できない。
- 邪悪の神ターラン - ポセイドニスの悪神。他の作品でも言及される。名前のみで詳細不明。

## 収録
- 『魔術師の帝国』創土社、安田均・米田守宏訳
- 『ヒュペルボレオス極北神怪譚』創元推理文庫、大瀧啓裕訳
- 『魔術師の帝国2 ハイパーボリア篇』ナイトランド叢書、安田均訳